# مسجل الإشعاع الشمسي

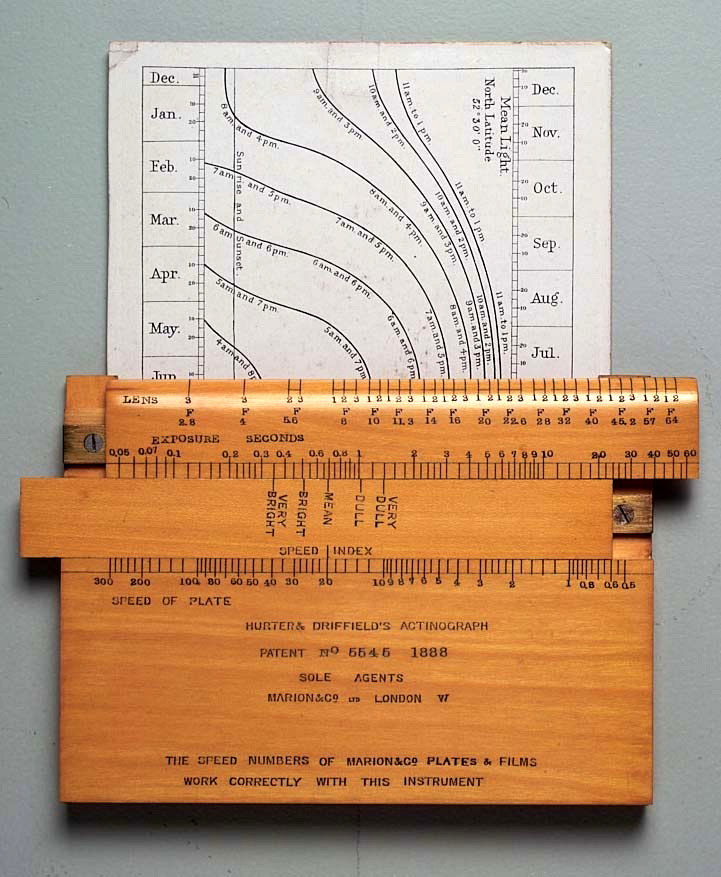
أكتينوغراف

الراسمة الأكتينية أو مسجل الإشعاع الشمسي (بالإنجليزية: actinograph)‏نقحرة:الأكتينوغراف هو جهاز يقيس آلياً قياساً مستمراً  ويسجل الإشعاعي الشمسي المباشر والمنتثر.